# Bahnhof Ludwigshafen-Mundenheim
Der Bahnhof Ludwigshafen-Mundenheim – anfangs Mundenheim – ist der Bahnhof des Ludwigshafener Stadtteils Mundenheim. Er gehört der Preisklasse 5 der Deutschen Bahn AG (DB) an und verfügt über drei Bahnsteiggleise sowie ein Durchfahrtsgleis. Der Bahnhof liegt im Verbundgebiet des Verkehrsverbundes Rhein-Neckar (VRN) und gehört zur Tarifzone 103. Seine Anschrift lautet Wattstraße 126.
Er liegt an der Bahnstrecke Mannheim–Saarbrücken. Eröffnet wurde er im Jahr 1886 unter der Bezeichnung „Mundenheim“. Bereits vier Jahre später – am 15. Oktober 1890 – wurde er durch Eröffnung der schmalspurigen Bahnstrecke Ludwigshafen–Dannstadt zum Anschlussbahnhof. 1955 wurde die Schmalspurstrecke stillgelegt.
Seit Dezember 2003 ist der Bahnhof Station der Linien S1 bis S4 der S-Bahn RheinNeckar. Darüber hinaus zweigt von ihm eine Güterstrecke ab.

## Lage
Die Bahnstation befindet sich im Westen des Ludwigshafener Stadtteils Mundenheim.

## Geschichte

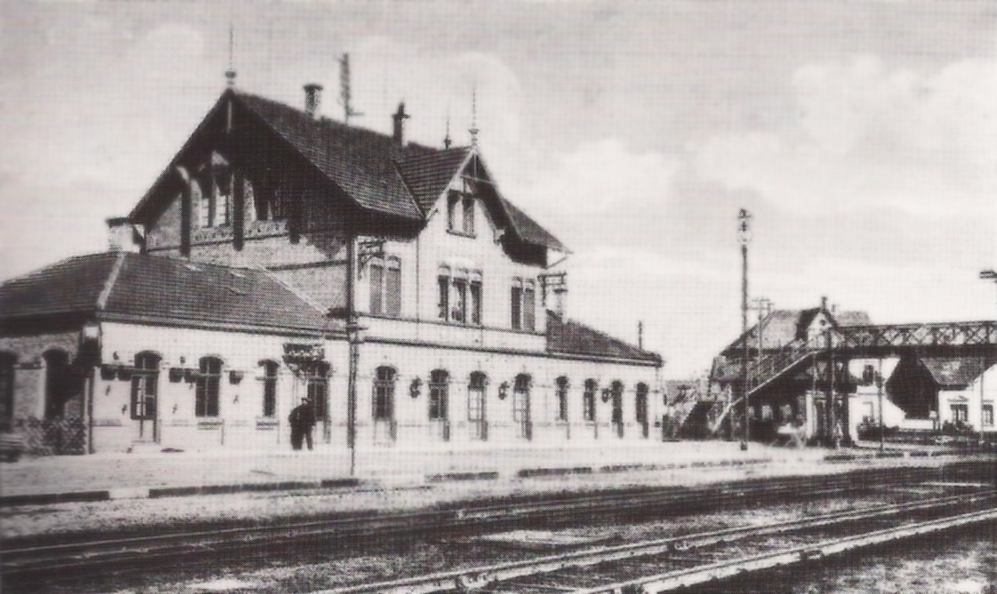
Bahnhof Mundenheim um 1910

Der Bahnhof Mundenheim selbst wurde 1886 eröffnet. Bereits vier Jahre später – am 15. Oktober 1890 – wurde die schmalspurige Bahnstrecke Ludwigshafen–Dannstadt eröffnet, die die Ludwigsbahn nördlich des Bahnhofs niveaugleich kreuzte. Der Übergang war signalgesichert. Mundenheim wurde dadurch zum Anschlussbahnhof. Jahre später wurde er in „Ludwigshafen-Mundenheim“ umbenannt und damit der 1899 erfolgten Eingemeindung des Ortes nach Ludwigshafen Rechnung getragen. Am 1. März 1911 wurde die Schmalspurstrecke bis nach Meckenheim verlängert. Die Schmalspurgleise lagen parallel zur Maudacher Straße; vor dem Empfangsgebäude gab es vier Gleise mit Schüttbahnsteigen. Das Gütergleis zweigte aus Maudach im Westen vor diesen Gleisen ab und führte südlich zum Güterschuppen.
1922 erfolgte die Eingliederung des Bahnhofs in die neu gegründete Reichsbahndirektion Ludwigshafen. Ab 1933 begann die Schmalspurstrecke erst ab Mundenheim; der Abschnitt nach Ludwigshafen wurde stillgelegt. Im Gleisdreieck zwischen Personen- und Gütergleisen vor dem Empfangsgebäude wurden daher ein Lokschuppen und eine Untersuchungsgrube errichtet. Im Zuge der Auflösung der Ludwigshafener Direktion zum 1. April 1937 wechselte der Bahnhof in den Zuständigkeitsbereich der Reichsbahndirektion Mainz.
Die französische Besatzungsmacht ordnete nach dem Zweiten Weltkrieg alle Bahnanlagen im nördlichen Teil ihrer Besatzungszone der Eisenbahndirektion Mainz zu, so auch den Bahnhof Ludwigshafen-Mundenheim.
1955 wurde die Schmalspurbahn nach Meckenheim stillgelegt. 1970 wurde der Fahrkartenschalter geschlossen. Mit der schrittweisen Auflösung der Bundesbahndirektion Mainz in den Jahren 1971/72 fiel die Zuständigkeit für den Bahnhof zum 1. Juni 1971 an die Bundesbahndirektion Karlsruhe.
2003 erfolgte die Integration der Bahnstrecke Mannheim–Saarbrücken bis Kaiserslautern in das Netz der S-Bahn RheinNeckar. Die Eröffnung der S-Bahn fand am 14. Dezember 2003 statt, in deren System der Bahnhof seither integriert ist. Der endgültige behindertengerechte Ausbau des Bahnhofs begann nach mehreren Verzögerungen jedoch erst im Mai 2008. Da zuvor noch nicht endgültig über die Gleisinfrastruktur bzw. die künftige Lage der Bahnsteige entschieden worden war, wurden die Bahnsteige des Bahnhofs Mundenheim provisorisch mit Erhöhungen aus Holzplanken versehen. Nach dem barrierefreien Umbau des Mittelbahnsteiges an den Gleisen 2 und 4 wurde der Hausbahnsteig an Gleis 1 für den Personenverkehr aufgelassen und der Zugang zum Gleis abgesperrt.
Betrieblich ist der Bahnhof Mundenheim inzwischen ein Bahnhofsteil des Ludwigshafener Hauptbahnhofs.

## Güterverkehr
Auf der östlichen Seite befand sich ein Freiladegleis, auf der westlichen Seite südlich des Empfangsgebäudes ein Güterschuppen, der sowohl vom Normalspurgleis als auch den Schmalspurgleisen erreicht werden konnte. Südlich des Güterschuppens befanden sich die Umladegleise Normalspur/Schmalspur. Wiederum südlich davon gab es ein Anschlussgleis zu den Süddeutschen Benzinwerken. Östlich zweigt in südlicher Richtung eine Güterstrecke ab, die zum Rhein und in die BASF führt.